# 馬山運転免許試験場
馬山運転免許試験場（マサンうんてんめんきょしけんじょう）は慶尚南道昌原市馬山合浦区鎮東面にある道路交通公団の運転免許試験場である。

## 施設概要
- 技能試験場

### 本館
- 受付、休憩室、学科試験場、交通安全教育場

## 学科試験
- PC式
- 手話ビデオ（重度の聴覚障害者対象）

## 技能試験が可能な運転免許の種類
各運転免許の詳細については運転免許の区分を参照
- 第一種大型免許
- 第一種普通免許
- 第二種普通免許

## 交通アクセス
- 馬山駅から70番、71番バスに乗って鎮東サムゴリで下車し免許試験場方向へ徒歩10分